# Afromochtherus unctus
Afromochtherus unctus là một loài ruồi trong họ Asilidae. Afromochtherus unctus được Oldroyd miêu tả năm 1939.